# Estadi Nacional de Tundavala
L'Estádio Nacional de Tundavala, també anomenat Alto da Chela, és un estadi de la ciutat de Lubango, Angola.
S'hi disputaren 7 partits de la Copa d'Àfrica de Nacions 2010:
- De la primera fase:
  - 13 de gener del 2010:  Camerun -  Gabon 0-1 (0-1)
  - 13 de gener del 2010:  Zàmbia -  Tunísia 1-1 (1-1)
  - 17 de gener del 2010:  Gabon -  Tunísia 0-0
  - 17 de gener del 2010:  Camerun -  Zàmbia 3-2 (0-1)
  - 20 de gener del 2010:  Nigèria -  Moçambic 3-0 (1-0)
  - 21 de gener del 2010:  Camerun -  Tunísia 2-2 (0-1)
- De quarts de final:
  - 25 de gener del 2010:  Zàmbia -  Nigèria 0-0, 4-5 als penals